# Otra noche en la Luna
Otra noche en la Luna es el título del primer álbum en vivo (y quinto en la discografía general) del grupo de rock argentino Intoxicados. Fue grabado durante el concierto que Intoxicados brindó en el Estadio Luna Park el 22 de diciembre de 2005 en el marco de las presentación del álbum Otro día en el planeta Tierra. 
El álbum cuenta con la producción artística del bajista del grupo Jorge Rossi e Intoxicados junto a Álvaro Villagra.
El material discográfico cuenta con dos partes (Episodio I y Episodio II), de las cuales la primera fue publicada solamente en plataformas digitales el 13 de noviembre de 2020 y la segunda, si bien se planeaba que se estrene en mayo de 2021, salió a la venta junto a la primera como disco doble en formato físico el día 20 de agosto del mismo año.
Desde agosto de 2020, las canciones "Fuego", "Reggae para los amigos" y "Se fue al cielo" fueron las elegidas para ser parte de la difusión de la publicación del álbum a través de diferentes plataformas digitales (esta última contando con la publicación de un videoclip con imágenes del show del Luna Park).

## Lista de canciones

### Episodio I
1. Prólogo III (1:04)
2. Reggae para los amigos (4:36)
3. Mi inteligencia intrapersonal (4:03)
4. De la guitarra(5:12)
5. Las cosas que no se tocan (4:05)
6. Reggae para Mirta (2:53)
7. Se fue al cielo (3:42)
8. Niña de Tilcara (4:29)
9. Una señal (4:08)
10. Nunca quise (4:21)
11. Espero que la vida (2:54)
12. Fuego (4:40)
13. Continuará (0:21)

### Episodio II
1. Intro (0:19)
2. No tengo ganas (4:43)
3. Está saliendo el sol (3:53)
4. Canta (3:46)
5. Qué vas a hacer tan sola hoy? (4:45)
6. Felicidad, depresión (7:27)
7. Don Electrón (3:31)
8. Departamento deshabitado (5:31)
9. Needles & Pins (2:26)
10. Homero (4:19)
11. Un gran camping (3:53)
12. Una vela (4:43)
13. Religión (4:21)
14. Quieren rock (4:31)
15. Duérmete niño (7:45)